# Koji Kumagai
Pour les articles homonymes, voir Kumagai.
Koji Kumagai (熊谷 浩二, Kumagai Koji) est un footballeur japonais né le 23 octobre 1975 à Towada.